# Lee Latchford-Evans
Lee Latchford Evans (nombre artístico: Lee Latchford-Evans; Chester, Cheshire, Inglaterra, 28 de enero de 1975) es un cantante y actor británico, conocido por ser miembro del grupo pop británico Steps.

## Biografía
Originario de Ellesmere Port, Evans nació como Lee Latchford Evans, y su segundo nombre Latchford viene del futbolista Bob Latchford del Everton FC, ya que su padre fue aficionado del club toda su vida. Comenzó a usar su segundo nombre de manera profesional para distinguirse del reconocido comediante Lee Evans. Durante un tiempo fue llamado Lee Latchford antes de poner un guion entre su segundo nombre y apellido.
Antes de dedicarse a la música, Evans era un aspirante a futbolista y realizó pruebas con varios clubes de fútbol. Protagonizó una producción escolar de Grease como alumno de Sutton High School, y luego asistió a la Cheshire School of Dance and Drama, ahora parte de West Cheshire College.

## Carrera

### Steps
En 1997, Evans se convirtió en miembro del grupo pop Steps; vendieron 14 sencillos consecutivos entre los 5 mejores (una hazaña para un grupo británico, en ese momento, superada solo por The Beatles), vendieron más de 20 millones de discos en todo el mundo. Su papel en el grupo era principalmente el de coreógrafo y coros, y rara vez cantaba como cantante principal en las canciones. Sin embargo, sí interpretó la canción "Turn Around" y los dos versos de "5,6,7,8".
Steps se disolvió en diciembre de 2001, pero se volvió a reunir en mayo de 2011 para una serie documental de cuatro partes sobre Sky Living titulada Steps: Reunion . La serie comenzó a emitirse el 28 de septiembre, tras el anuncio de un segundo álbum de grandes éxitos, The Ultimate Collection, que se lanzó el 10 de octubre de 2011. El álbum entró en las listas en el número uno, convirtiéndose en el tercer álbum de la banda en lograr esta hazaña. La segunda serie de Steps: Reunion titulada "Steps: On the Road Again" se emitió en Sky Living en abril de 2012; la serie siguió a la banda mientras se embarcaban en su gira con entradas agotadas de 22 fechas por el Reino Unido. El 24 de septiembre de 2012, el grupo confirmó que lanzaría su cuarto álbum de estudio Light Up The World el 12 de noviembre de 2012, junto con una gira navideña de seis fechas, comenzando el 30 de noviembre y terminando el 5 de diciembre. El grupo se reformó por segunda vez el 1 de enero de 2017 para celebrar su 20.º aniversario, y luego anunció su quinto álbum de estudio Tears on the Dancefloor, que se lanzó en abril de 2017 y entró en las listas en el número 2. El 5 de marzo de 2017, el grupo confirmó el lanzamiento del nuevo álbum, junto con su sencillo principal, "Scared of the Dark", y una gira de 22 fechas, Party on the Dancefloor.  Una edición de lujo del álbum, titulada Tears on the Dancefloor: Crying at the Disco, fue lanzada el 27 de octubre.
En noviembre de 2017, Tozer anunció que la reunión ya no era solo una celebración del 20.º aniversario y que el grupo tiene la intención de continuar después de su gira Summer of Steps de 2018. En abril de 2018, Richards anunció que después de su gira de verano, comenzarían a trabajar en su sexto álbum de estudio. En febrero de 2019, Richards anunció que el grupo comenzaría a grabar su próximo álbum durante los meses de verano.
El 7 de septiembre de 2020, a través de sus cuentas de redes sociales, Steps anunció la fecha de lanzamiento de su álbum titulado What the Future Holds. El álbum fue lanzado el 27 de noviembre del mismo año, con pedidos anticipados disponibles a partir del 8 de septiembre. Al día siguiente, confirmaron una nueva gira de 14 fechas por el Reino Unido (con la invitada especial Sophie Ellis-Bextor) a partir de noviembre de 2021. El primer sencillo del álbum fue "What the Future Holds", escrita por Greg Kurstin y Sia, lanzado el 9 de septiembre de 2020. Le siguió "Something in Your Eyes" el 27 de octubre de 2020. "To the Beat of My Heart" fue lanzado como el tercer sencillo del álbum en enero de 2021.
El primer sencillo de What the Future Holds Pt. 2 fue confirmado como una versión reelaborada de "Heartbreak in This City" con Michelle Visage.

### Teatro y Televisión
Evans ha aparecido en el West End de Londres protagonizando Grease; A Charmed Life como parte de Sitcom Trials de Londres, e hizo su debut en el Fringe Festival de Edimburgo en agosto de 2009 en la producción de Wolfboy. Interpretó al Príncipe en la versión pantomima de Blancanieves de Rotherhams en 2010. Latchford-Evans ha aparecido en los programas de telerrealidad The Games, Fear Factor, I'm Famous y Frightened!., The Match y pasó a ganar Commando VIP. En 2006, apareció en un nuevo reality show en MTV, Totally Boyband. Este programa fue de los mismos creadores que el programa Totally Scott-Lee, que presentaba a su excompañera Lisa Scott-Lee y su familia. En 2008, apareció como parte del Equipo Ant en Saturday Night Takeaway de Ant y Dec. También apareció en Never Mind The Buzzcocks en octubre de 2010. Evans apareció en Ten Dead Men (2008), producida por Phil Hobden, y también apareció en Britflick Cash y Curry interpretando al villano, Casper Warrington-Boothe.

## Vida personal
Evans está casado con Kerry-Lucy Taylor. Su hijo nació el 23 de julio de 2021.
Evans es un entrenador personal calificado y propietario de una revista web de fitness.

## Filmografía

### Cine y televisión
| Año  | Título                      | Papel                    | Notas                  |
| ---- | --------------------------- | ------------------------ | ---------------------- |
| 2001 | Crossroads                  | Él mismo                 | 1 episodio             |
| 2003 | The Games                   | Él mismo                 | Serie 1 episodio 1     |
| 2005 | Commando VIP                | Él mismo                 | 6 episodios            |
| 2005 | I'm Famous and Frightened!  | Él mismo                 | 1 episodio             |
| 2006 | Totally Boyband             | Él mismo                 | 4 episodios            |
| 2008 | Ten Dead Men                | Harris                   |                        |
| 2008 | Cash and Curry              | Casper Warrington-Boothe |                        |
| 2008 | Reality Knocks              | Kind stranger            | Cortometraje           |
| 2008 | Conversations with Dead Men | Himself                  | Película de televisión |
| 2017 | The Rizen                   | Teniente Conner Taylor   |                        |
| 2018 | Dead Ringer                 | Jason Venom              |                        |
| 2019 | Years and Years             | Él mismo                 | Episode 3              |
| 2019 | Ninja Warrior UK            | Él mismo                 | Serie 5 episodio 1     |
| 2020 | Paintball Massacre          | Nathan Brown             |                        |
| 2021 | RuPaul's Drag Race UK       | Él mismo                 | Serie 3 episodio 4     |
| 2022 | The Hit List                | Él mismo                 |                        |
| 2024 | Celebrity Mastermind        | Él mismo                 | Serie 22 episodio 10   |